# Gyptis
Gyptis, rod glavočika iz podtribusa Gyptidinae, dio tribusa Eupatorieae.

## Opis roda
Gyptis uključuje 7 južnoameričkih vrsta koje se nalaze u sjevernoj Argentini, Urugvaju i Brazilu. Ima golu bazu, ravno cvjetište i dlakave, ali ne i žljezdane cipsele kojima nedostaje dobro definiran karpopodij.

## Vrste
1. Gyptis artemisifolia (Griseb.) R.M.King & H.Rob.
2. Gyptis commersonii Cass.
3. Gyptis crassipes (Hieron.) R.M.King & H.Rob.
4. Gyptis inornata R.M.King & H.Rob.
5. Gyptis lanigera (Hook. & Arn.) R.M.King & H.Rob.
6. Gyptis pinnatifida Cass.
7. Gyptis tanacetifolia (Gillies ex Hook. & Arn.) D.J.N.Hind & Flann

## Sinonimi
Nema.